# مئیر داگان
مئیر داگان (به عبری: מאיר דגן) (زاده ۳۰ ژانویهٔ ۱۹۴۵ - درگذشته ۱۷ مارس ۲۰۱۶) ژنرال اسرائیلی و رئیس سابق سازمان اطلاعاتی خارجی اسرائیل بود.

## ایران

### برنامه اتمی
مئیر داگان از مخالفان حمله پیش‌گیرانه اسرائیل به تأسیسات هسته‌ای ایران بود.

### اهرم های فشار به ایران
در جلسه مئیر داگان (رئیس موساد) با ریچارد جونز (سفیر ایالات متحده) در تل‌آویو در روز جمعه، ۳۱ اوت ۲۰۰۷، داگان دربارهٔ اهرم‌های فشار چنین می‌گوید:
Dagan said that more should be done to foment regime change in Iran, possibly with the support of student democracy movements, and ethnic groups (e.g. , Azeris, Kurds, Baluchs) opposed to the ruling regime.

داگان می‌گوید باید استفاده از حمایت‌های جنبش دموکراسی‌خواهانه دانشجویی و گروه‌های قومی (یعنی آذری‌ها، کردها، بلوچ‌ها) به رژیم فشار بیاوریم.
در قسمت دیگری از این گفتگو، به رسانه صدای آمریکا اشاره می‌کند:
Dagan said that Israel is already doing this, and would continue to do so. Dagan reiterated the need to strike at Iran's heart by engaging with its people directly. Voice of America (VOA) broadcasts are important, but more radio transmissions in Farsi are needed. Coordination with the Gulf states is helpful, but the U.S. should also coordinate with Azerbaijan and countries to the north of Iran, to put pressure on Iran.

داگان می‌گوید که اسرائیل اینکار را ادامه می‌دهد، ولی باید قلب ایران (مردم) را هدف گرفت. رسانه صدای آمریکا (وی او ای) خیلی مهم است، ولی باید تعداد رادیوهای مخابراتی بیشتری برای فارسی‌زبانان نیاز است. همکاری کشورهای حاشیه خلیج (فارس) می‌تواند مفید باشد ولی آمریکا باید همانگونه با جمهوری آذربایجان و کشورهای شمالی ایران متحد شود تا به ایران فشار بیشتری آورد.

## مرگ
در تاریخ ۱۷ مارس ۲۰۱۶ مئیر داگان بر اثر سرطان کبد در سن ۷۱ سالگی درگذشت.